# Zlovědice
Zlovědice (německy Lobeditz) jsou malá vesnice, část obce Krásný Dvůr v okrese Louny. Nachází se asi 2,5 kilometru severovýchodně od Krásného Dvora. Zlovědice leží v katastrálním území Krásný Dvůr o výměře 25,21 km².

## Název
Název vesnice je odvozen ze jména Zlověd ve významu ves lidí Zlovědových. Vznik v minulosti používaných tvarů Lobeditz či Loweditz byl ovlivněn názvem blízkých Libědic. V historických pramenech se jméno objevuje ve tvarech: Zlowiedicz (1369), in Zlobiedicz (1387), in Zlowidiczych (1394), in Zlowiedicz (1414), in v. Zlowiediczich (1437), in Zlowiediczich (1455), v Zlovědicích (1467), we wsi Zlowěticích (1497), auf Lowotitz (1518), na Zlověticích (1543), Zlowiedicze (1545), Zlowiediczy (1546) Loboticze (1564), Lobiedicz (1564), Lobiedicz (1590), Loboticze (1604), Lobetice (1654), Lobotitz nebo Lobetitz (1787), Lobetitz, Lobotitz nebo Lobeditz (1846), Zlovětice, Zlovědice nebo Lobotiz (1848), Zlovětice, Lobotitz nebo Lobeditz (1854) a Zlovětice nebo Lobeditz (1916).

## Historie
První písemná zmínka o Zlovědicích pochází z roku 1356, kdy vesnice patřila Buškovi ze Zlovědic, který tehdy podával faráře k místnímu kostelu. Roku 1370 podací právo, a snad také vesnice, patřily Habartovi ze Žerotína. V roce 1387 měl kostel dva patrony, kterými byli Petr z Buškovic a Johanka, vdova po Janu Kladivovi z Chrášťan. Není jasné, komu z nich vesnice patřila, ale pravděpodobnější majitelkou byla Johanka, protože nejspíše její syn Vaniš z Chrášťan spolu s vladyky z Buškovic a z Brus vybrali v letech 1395 a 1396 nového zlovědického faráře.

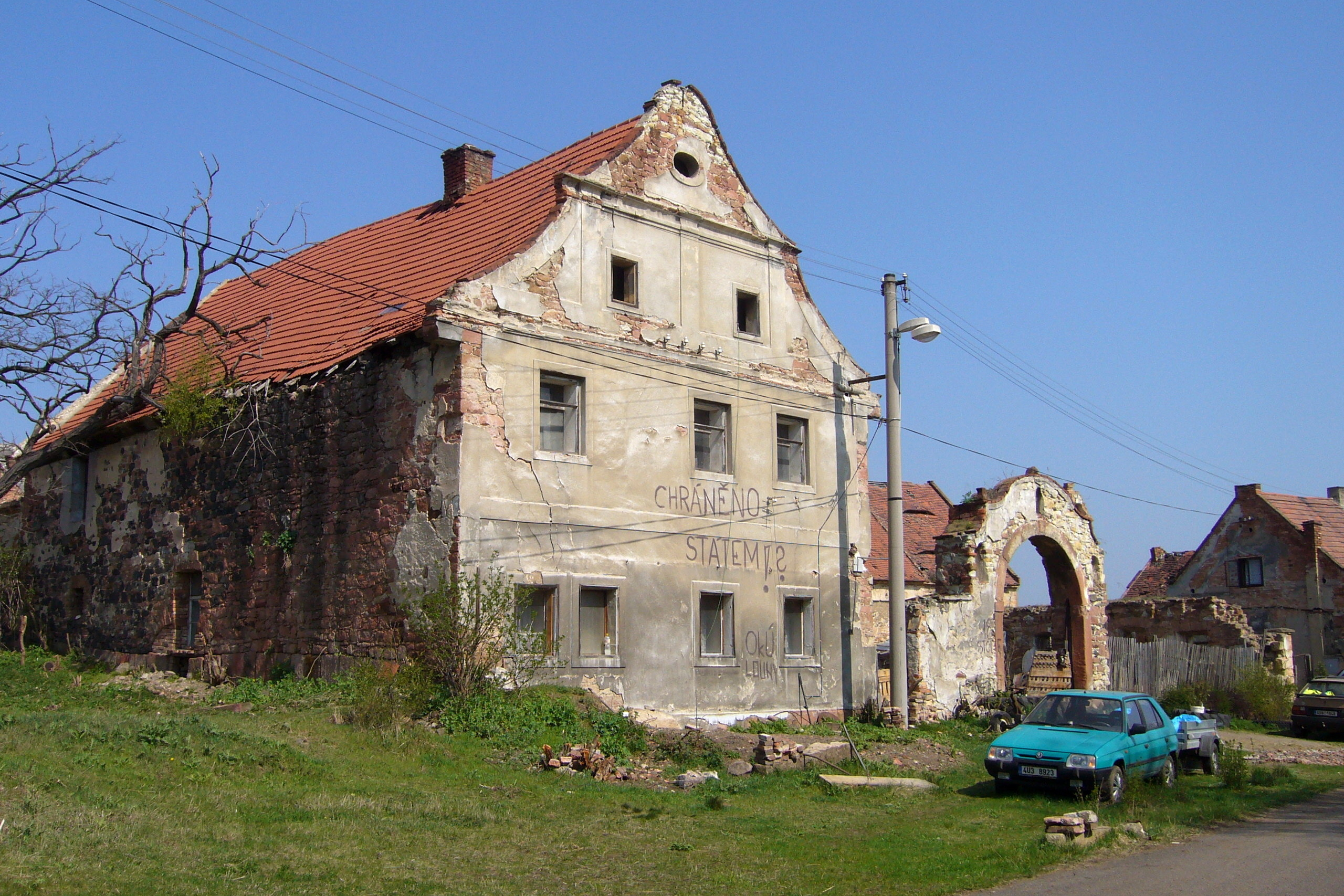
Památkově chráněná usedlost čp. 12

Roku 1414 ve vsi sídlil Zikmund z Hluban a po něm Jiří Henigar z Eberka, po jehož smrti připadla jako odúmrť panovníkovi. Roku 1499 ji král Vladislav Jagellonský rozdělil mezi Václava Čéče z Nemičevsi a Ruprechta z Haugvic. Část vesnice s tvrzí patřila mezi několik dalších majitelů a ještě další díl byl majetkem kostela. Na počátku šestnáctého století tvrz vlastnil rod Zábruských ze Všechlap, z nichž Slavibor Zábruský prodal roku 1546 tvrz s poplužním dvorem a patronátním právem Mikuláši Globnarovi z Globu, který získal i část Ruprechta z Haugvic, a spojil je do jednoho panství. Od Zikmunda Globnara v roce 1564 vesnici za 1 500 kop grošů koupil Jiří Fictum z Fictumu. Jeho nástupcem se stal Volf Bernard Fictum z Egerberka a roku 1604 Zlovědice spolu s Vysokými Třebušicemi prodal Jindřichu Štampachovi ze Štampachu, který je spojil s nepomyšlským panstvím.
Zlovědická tvrz byla poprvé zmíněna v kupní smlouvě z roku 1546 a stála ještě roku 1623, ale později beze zbytku zanikla. Podle Augusta Sedláčka stávala u zaniklého poplužního dvora v blízkosti Lesky, jejíž voda sloužila k plnění příkopu.
Vesnice se nachází na okraji malé velikoveské hnědouhelné pánve. V 19. století se zdejší nekvalitní uhlí těžilo v dolech Hugo a Leopoldina knížete Salma a v obecním dole Michal.

## Obyvatelstvo
Při sčítání lidu v roce 1921 zde žilo 169 obyvatel (z toho 75 mužů), z nichž bylo osmnáct Čechoslováků a 151 Němců. Až na dva evangelíky se hlásili k římskokatolické církvi. Podle sčítání lidu z roku 1930 měla vesnice 153 obyvatel: 38 Čechoslováků, 114 Němců a jednoho cizince. Převažovali římští katolíci, ale žilo zde také osm členů církve československé, jeden člen nezjišťovaných církví a tři lidé bez vyznání.
|                                                                           | 1869 | 1880 | 1890 | 1900 | 1910 | 1921 | 1930 | 1950 | 1961 | 1970 | 1980 | 1991 | 2001 | 2011 |
| ------------------------------------------------------------------------- | ---- | ---- | ---- | ---- | ---- | ---- | ---- | ---- | ---- | ---- | ---- | ---- | ---- | ---- |
| Obyvatelé                                                                 | 306  | 272  | 216  | 217  | 195  | 169  | 153  | 97   | 27   | 36   | 29   | 31   | 31   | 26   |
| Domy                                                                      | 27   | 30   | 34   | 34   | 33   | 33   | 37   | 28   | .    | 14   | 7    | 10   | 12   | 12   |
| Počet domů z roku 1961 je zahrnut v celkovém počtu domů obce Krásný Dvůr. |      |      |      |      |      |      |      |      |      |      |      |      |      |      |

## Pamětihodnosti

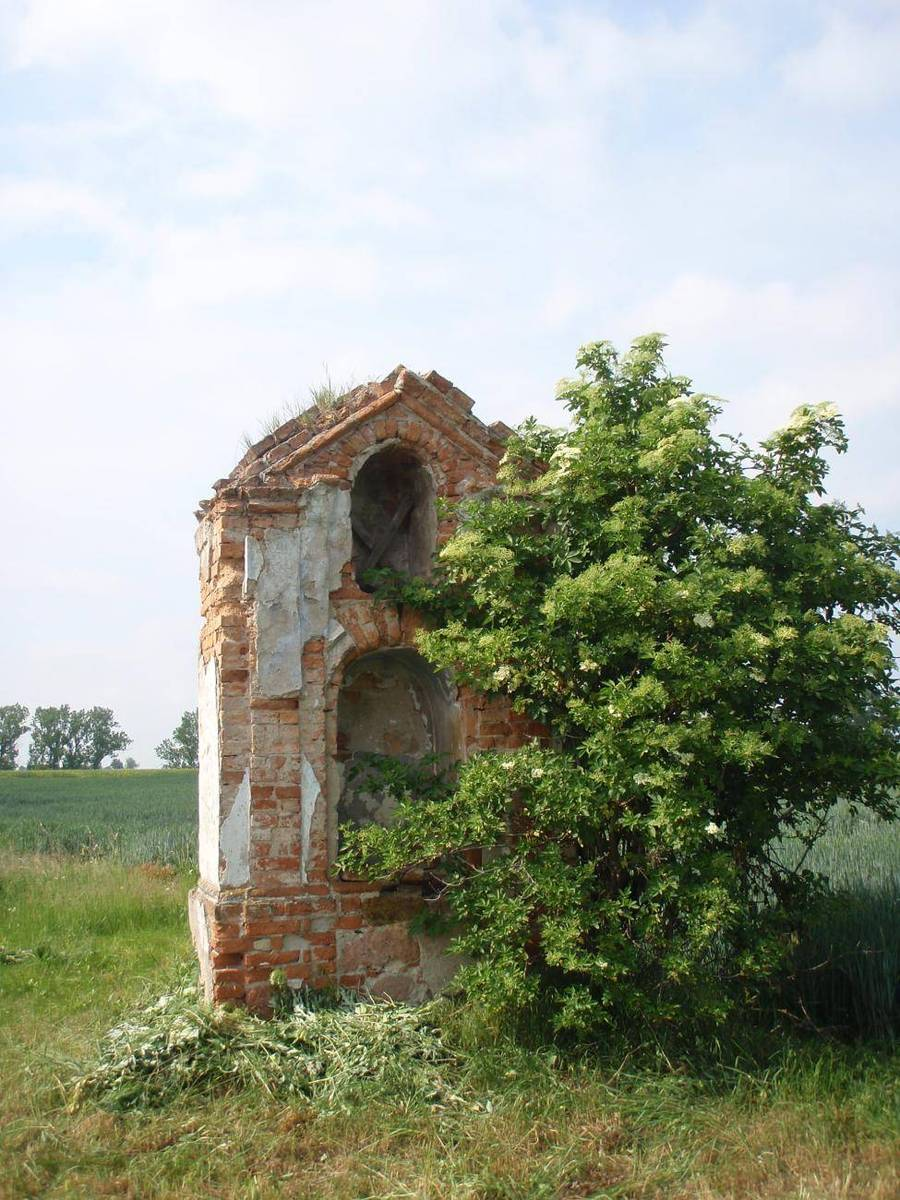
Výklenková kaple

- Zřícenina barokního kostela Archanděla Michaela z roku 1750[12]
- Výklenková kaple byla zakreslena již na mapě Stabilního katastru z roku 1843. Pozemek s kapličkou patří spolku Omnium, který v roce 2018 s využitím dotací od Ústeckého kraje a Ministerstva zemědělství ČR zorganizoval její opravu.[13]
- Venkovská usedlost čp. 12
- Boží muka